# Salmo taleri
 Salmo taleri  ist eine Fischart aus der Familie der Lachsfische (Salmonidae), die endemisch im oberen Zeta sowie im Bereich des Morača in Montenegro vorkommt. Der Artstatus ist nicht abschließend geklärt.

## Merkmale
Salmo taleri erreicht eine Länge von bis zu 30 Zentimetern, wobei 47–49 % der Standardlänge vor der Rückenflosse und 75–79 % vor der Afterflosse liegen. Die Höhe des Körpers liegt bei 23–29 % der Standardlänge. Die Flanken und der Kopf weisen wenige schwarze Flecken auf. Daneben kommen dunkle, weinrote Flecken vor.

## Lebensweise
Die Art besiedelt Bergbäche. Sonst ist über die Lebensweise nichts bekannt.